# Kefalotýri
Le kefalotýri, (en grec : κεφαλοτύρι, de [κεφάλ(ι) -ο- + τυρ(ί) -ι] signifiant « meule à fromage » en référence à sa forme) est un des fromages grecs à pâte dure les plus connus.
C’est un fromage au lait de brebis légèrement salé qui nécessite un temps de maturation de 3 mois. Il contient entre 32 % et 42 % de matière grasse à sec. On peut en distinguer deux sortes :
- comme fromage (avec un salage moins fort),
- râpé pour les pâtes.

Le kefalotýri est souvent servi frit à l’huile en hors-d’œuvre (mézé) sous le nom de saganáki (σαγανάκι).